# Bunchosia grayumii
Bunchosia grayumii är en tvåhjärtbladig växtart som beskrevs av W.R.Anderson. Bunchosia grayumii ingår i släktet Bunchosia och familjen Malpighiaceae. Inga underarter finns listade i Catalogue of Life.